# MTA Izotópkutató Intézet
Az MTA Izotópkutató Intézet (MTA IKI) ezen a néven két időszakban, 1987 július 1 – 1997 december 31 valamint 2006. január 1 – 2011. december 31. között működött. 1987 előtt az MTA Izotóp Intézeteként önállóan, 1998 – 2005 között az MTA Kémiai Kutatóközpont Izotóp- és Felületkémiai Intézeteként majd 2012 után egy évig még az MTA Energiatudományi Kutatóközpont egyik intézeteként funkcionált.
Az intézettel kapcsolatos szervezeti változások: 
| 1954 - | Létrejött az MTA Központi Izotóp Bizottsága                                     |
| 1955 - | OAB Izotópalkalmazási Szakbizottság                                             |
| 1959 - | OAB Izotóp Elosztó Intézet                                                      |
| 1961 - | OAB Izotóp Intézet                                                              |
| 1967 - | MTA Izotóp Intézet                                                              |
| (1984) | → IZINTA kereskedelmi leányvállalat megalakítása                                |
| 1987 - | MTA Izotópkutató Intézet (névváltozás)                                          |
| (1993) | → szétválás: az Izotóp Intézet Kft kiválik az MTA Izotópkutató Intézetből       |
| 1998 - | MTA Kémiai Kutatóközpont tagintézete (MTA KKK Izotóp- és Felületkémiai Intézet) |
| 2006 - | MTA Izotópkutató Intézet (ismét önálló intézet)                                 |
| 2012 - | MTA Energiatudományi Kutatóközpont tagintézete (MTA EK Izotópkutató Intézet)    |
| (2013) | → név- és profilmódosulás: MTA EK Energia- és Környezetbiztonsági Intézet       |

## Előzmények (1987 előtt)
A radioaktivitás felfedezése Magyarországon is nagy érdeklődést keltett. A jelenség hatásait már a kezdetektől számos laboratóriumban vizsgálták  és már korán, 1911-ben a Királyi Magyar Tudományegyetem II. sz. Kémiai Intézetében külön Radiológiai Laboratórium is létesült. A radioaktív izotópok előállítása és gyógyászati valamint ipari célokra történő felhasználása a második világháború után, az atomreaktorok békés célú felhasználásának megindulásakor kapott nagy lendületet. Új intézeti izotóplaboratóriumok alakultak az Országos Onkológiai Intézetben, az MTA Agrokémiai Intézetében, a Budapesti Orvostudományi Egyetem Orvosvegytani és Orvosfizikai Intézetében, a Pécsi Orvostudományi Egyetem Biofizikai Intézetében, a Kútvölgyi Kórházban . Az MTA Központi Fizikai Kutatóintézet (KFKI) Radiológiai Osztályán 1952 szeptemberétől kezdve foglalkoztak izotóplaboratóriumi mérőműszerek kifejlesztésével. 1954-ben az izotópelosztás és felhasználás koordinálására létrejött a Magyar Tudományos Akadémia (MTA) Központi Izotóp Bizottsága (elnök: Straub F. Brunó ). 1955 végén megalakult az Országos Atomenergia Bizottság (OAB) . Az Izotóp Bizottság felügyeletét ekkor átvette az OAB, Izotópalkalmazási Szakbizottság megalakításával . Az Izotóp Bizottság által kezelt izotópokat eleinte az Akadémia pincéjében, azután az Onkológiai Intézet egyik pavilonjának alagsorában tárolták, majd 1957 februárjában a helység átalakításával itt is izotóp laboratórium létesült. 1959-ben itt alakult meg az OAB Izotóp Elosztó Intézete 13 munkatárssal (igazgató: Tétényi Pál , műszaki igazgatóhelyettes: Veres Árpád). Az intézet neve 1961-től OAB Izotóp Intézetére változott, az intézet létszáma az év végére 63 fő lett. [3].
A kísérleti (2 MW) atomreaktor 1959 márciusában indult el Csillebércen a Központi Fizikai Kutatóintézetben, ezután nyílt lehetőség radioaktív izotópok hazai mesterséges előállítására. A KFKI Kémiai Osztályán eljárásokat dolgoztak ki radioaktív izotópok feldolgozására. Az OAB rövidesen azt a döntést hozta, hogy az izotóptermelés kerüljön az Izotóp Intézethez, míg a neutronaktivációs analízis és az egyéb magkémiai kutatások maradjanak a KFKI-nál. Az Izotóp Intézet alakuló izotóptermelő csoportja 1962-ben költözött át Csillebércre, a KFKI I. épület alagsorába. Az 1960-as évek elején a hazai izotópkészítmények kb. fele már az Izotóp Intézetben készült. Az Intézet 1963-ban kiadott 120 oldalas katalógusa különböző szervetlen radioaktív készítményeket, gyógyászatban is használható szerves vegyületet, α,β,γ sugárforrás etalonokat, zárt sugárforrásokat, ill. ipari folyamatokban hasznosítható nyitott készítményeket írt le. 1966-ban vették használatba a kifejezetten izotóptermelésre ill. nagy aktivitású izotópkészítmények előállítására  alkalmas „A” szintű vegyifülke sorokkal felszerelt 1130 m² alapterületű épületet. Az intézet az 1961-68-as időszakban mintegy 30 MFt értékben állított elő izotópkészítményeket, ezek egyharmadát exportálták. Az intézetben az izotóp előállításban és feldolgozásban fő szerepet játszó szervetlen kémiai tevékenység mellett a Szerves Kémiai Osztályon kidolgozták radioszénnel és tríciummal jelzett vegyületek szintézismódszereit, és ezek közül alkalmasan megválasztott néhány molekula katalitikus reakciókban megmutatkozó viselkedését valamint szénhidrogének reakcióit is tanulmányozták. 1968-ban helyezték üzembe a 2,6 peta Bq aktivitású 60Co gamma-besugárzó laboratóriumot. Itt megbízható dózismérési eljárásokat dolgoztak ki, valamint szénhidrogének radiolízisét, sugárhatáskémiai reakcióit is vizsgálták. A nagy aktivitású gamma sugárforrásokkal különböző magizomereket is létrehoztak, és meghatározták ezek aktiválásának hatáskeresztmetszet értékeit. Nagyszámú ipari technológiai folyamat részére dolgozták ki nyílt és zárt sugárforrások alkalmazását, 1968-ig különböző iparvállalatoknál mintegy 220 izotópvezérlésű műszert helyeztek üzembe.
Az Izotóp Intézet felügyelete 1967-ben az OAB-től az MTA-hoz került. Sajátos, hatósági jellegű feladatként az országos izotópnyilvántartás naprakész vezetése az OAB felügyelete mellett maradt az intézetnél.
1970-ben Földiák Gábor személyében új igazgatója lett az intézetnek.
Az izotóptermelés és felhasználás az 1970-es években is tovább bővült. Kihasználva a kutatóreaktor ekkor már megnövelt teljesítményét (5 MW), megindult a diagnosztikai 99Tc izotóp generátorok, továbbá a nagy aktivitású 192Ir források gyártása, és ekkor kezdődött a radioimmunoassay készletek készítése is. Az osztályok egyik része túlnyomórészt gyakorlati tevékenységet végzett (pl. a Technológiai, vagy Nukleáris Elektronikai Osztály), míg másik részük párhuzamosan – szinte azonos arányban – végezte a kutatást és a gyakorlati célú tevékenységet (Szervetlen kémiai, ill. Magfizikai Osztály). Ugyanakkor egyes osztályok kizárólag alap- és alkalmazott kutatást végeztek (pl. Katalízis Osztály). Az eléggé heterogén profilú tevékenységet öt főosztály (Izotópkémiai, Szerves kémiai, Fizikai-kémiai, Fizikai, és Izotópalkalmazási) szervezeti kereteiben végezték. Az MTA-n 1976-ban tartott intézeti beszámolóban öt kutatási tématerületen végzett munka eredményeit ismertették (i/ radioaktív anyagok előállítása és tisztítási módszerei, ii/ alkalmazott nukleáris méréstechnika és magfizika, iii/ izotópalkalmazás, iv/ szénhidrogén kémia, v/ izotópcsere és izotópeffektusok kémiai reakciókban) .Az intézet három terjedelmes kiadványban számolt be a megalakulás óta végzett munkáról (1969-ben, 1972-ben és 1980–ban összesen több, mint ezer oldalon megjelentetve). 1971-től kezdődően az intézet az OAB-tól átvette az Atomtechnika folyóirat szerkesztését, változtatott és megújított profillal Izotóptechnika címmel nemzetközileg is jegyzett szakmai folyóirattá fejlesztette. A különböző szakmai folyóiratokban az intézet munkatársainak szerzőségével 1980-ig megjelentetett szakmai publikációk száma meghaladta az 1300-at. Az 1980-as évek közepén volt az intézetnek a legtöbb munkatársa (kb. 430 fő). A kereskedelmi tevékenység elkülönítésére az intézet 1984-ben egy leányvállalatot alapított, kb. 50 munkatárssal (IZINTA).
Az intézet eszközparkja is folyamatosan bővült, pl. 1979-ben helyeztek üzembe egy ES-300 fotoelektron spektrométert, amely Röntgen (XPS), UV (UPS) és Auger (AES) üzemmódban is használható. Katalizátorok előkezelésére a készüléket in situ reakciókamra egészíti ki. Érzékenyebb felületvizsgálatokhoz néhány évvel később egy Kratos XAMSpci készüléket is beszereztek. 1980-ban Mössbauer-spektroszkópiás mérőberendezést állítottak üzembe, melyet katalizátorok in-situ vizsgálatára is alkalmas mérőcellával is felszereltek. 1983-ban alapvetően kutatási, de technológiai fejlesztési célokra is alkalmazható 4 MeV-es LINAC típusú elektrongyorsítót állítottak üzembe. A gyorsítóra alapozva 1985-ben impulzus-radiolízis mérőlaboratóriumot hoztak létre.
Az izotópkészítmények előállítását megnehezítette, hogy 25 év üzemidő eltelte után 1986-májusában a KFKI kutatóreaktorát le kellett állítani, ezzel a helyszíni izotóptermelés lehetősége a reaktor teljes rekonstrukciójának ideje alatt (1992 decemberéig  ) szünetelt.
Az 1980-as években az intézet feladata lett a nukleáris fegyverek elterjedését korlátozó nemzetközi egyezmény („atomsorompó egyezmény” – en:Nuclear Proliferation Treaty ) hazai végrehajtásával kapcsolatos tevékenységek egy részének végzése is. A Nemzetközi Atomenergia-ügynökséggel  (NAÜ) már a kezdetektől kialakultak az intézményi kapcsolatok. A NAÜ támogatta a nukleáris technológiák nemzetközi elterjesztését, ennek keretében számos harmadik világbeli országba került az intézetben készített nagy teljesítményi élelmiszeripari gamma-besugárzó berendezés. A Ügynökség anyagilag is hozzájárult a LINAC beszerzéséhez, az intézmény főigazgatója (en:Hans Blix) is tett látogatást az intézetben 1987-ben.

## MTA Izotópkutató Intézet (1987–1997)
Az 1980-as évek közepén az intézet tevékenysége egyre szerteágazóbb lett. A helyi izotóptermelés kiesését importtal és újabb tevékenységek megindításával ellensúlyozták (pl. Labordiagnosztikai Főosztály alakult). 1987-ben az eddigi igazgatói feladatkörök mellé főigazgatói munkakör is létesült, ennek betöltésére Földiák Gábor kapott megbízást. Újabb szervezeti átalakulások voltak, új projektek indultak, új főosztály, osztályok és csoportok alakultak. Megkezdték AIDS diagnosztikai készletek készítését. Az izotóptermeléshez és felhasználáshoz nem közvetlenül kötődő alap- és alkalmazott kutatások köre is tovább bővült (prosztaglandinok és monoklonális antitestek vizsgálata, fotoakusztika, magátalakulások, katalizátorok felületvizsgálata, polimerizálódás sugárzásos iniciálása, termolumineszcens dozimetria, stb.). Az 1987-es év közepén az intézet elnevezése MTA Izotópkutató Intézetre változott. Az intézet munkatársai ekkorra már számos területen értek el fontos eredményeket, alapvető szakkönyveket jelentettek meg. Az elismertséget mutatja, hogy számos nemzetközi konferenciát is szerveztek, pl. az 1962 óta négyévente megrendezésre kerülő nemzetközi ”Tihany” Symposium on Radiation Chemistry sorozat folyamatos szervezője az intézet. 1992-ben került sor a 10. Nemzetközi Katalízis Kongresszus lebonyolítására (több, mint ezer részt vevővel), melyet az az intézet munkatársai szerveztek. Számos egyéb nemzetközi konferencia szervezésében is részt vettek (pl. a katalizátorok vizsgálatával kapcsolatos Pannon Szimpóziumsorozat, Nemzetközi Sugárvédelmi és Dozimetriai Konferencia, az utóbbi 1989-ben).
Az 1980-as évek végének eseményei az intézetet sem hagyták érintetlenül. A gazdálkodási szabályok változásainak nyomán többek között előírták, hogy az MTA intézetekben a vállalkozói tevékenységből származó jövedelem mértéke két egymást követő évben nem haladhatja meg az intézmény bevételének 30 %-át. Ebben az időben az intézet szerződéses árbevétele kb. háromszorosa volt a költségvetési bevételnek. Akadémiai és intézeti bizottságok és testületek többször foglalkoztak kiutak keresésével. Végül az intézet szétválását és az Izotópintézet Kft megalakulását szabályozó kormányhatározat született (3631/1992). Az intézet főigazgatója és tudományos igazgatója is nyugállományba vonult, az átmeneti 1992-es évre Zsinka László kapott igazgatói megbízást. A korábbi intézet Diagnosztikai, valamint Izotóp- és Sugártechnológiai Laboratóriumaiból alakult meg az MTA többségi tulajdonú Kft amelynek az induláskor 164 munkatársa volt. Az intézet izotópkereskedelmi leányvállalata (IZINTA) szintén Kft-vé alakult Az MTA Izotópkutató Intézetnél 144 munkatárs maradt (közülük 65 főnek volt kutatói besorolása) [7].
Az intézet MTA kutatóintézetként megmaradt része 1993. január 1-ével új igazgató (Paál Zoltán) vezetésével szerveződött újjá. Hét tudományos osztály alakult (1. Felületkémiai és Katalizátorkutató, 2. Katalízis és Nyomjelzéstechnikai, 3. Magfizikai, 4. Spektroszkópiai, 5. Fotofizikai – ez később a Kémiai-Fizikai elnevezést kapta, 6. Sugárhatáskémiai és 7. Sugárbiztonsági). A kutatómunka két diszciplina köré csoportosult, egyrészt a mag- és sugárhatáskémia, nukleáris biztonság, másrészt a felületkémia és katalízis témáira. A centrális irányokhoz kapcsolódóan egyéb kutatások is folytak, pl. molekulamodellezés a sűrüségfunkcionál-elmélet alkalmazásával, vagy tanuló algoritmusok vizsgálata kidolgozása és alkalmazása. 1992 decemberében a KFKI átalakított kutatóreaktora megnövelt teljesítménnyel (10 MW) újraindult. A Kutatóreaktorhoz kapcsolódva a Magfizikai Osztály munkatársai ekkor hozták létre a „hideg” neutronokkal alkalmazásán alapuló unikális prompt-gamma aktivációs analízis (PGAA) mérőberendezést, mellyel beépültek a Budapest Neutron Centrum kutatási infrastruktúrájába.
A szétválás után továbbra is az intézetnél maradt az országos izotópnyilvántartás vezetésének és frissítésének feladatköre az Országos Atomenergia Hivatal (OAH) felügyelete mellett. Az intézet az OAH részére egyéb szakterületeken (főleg sugárbiztonsággal kapcsolatban) is végzett szakértői tevékenységet. Az osztályok profiljainak megfelelően szerteágazó kutatások folytak. A Felületkémiai és Katalizátorkutató Osztályon egyebek mellett promotorok hatásait, valamint zeolithordozós kétfémes katalizátorokat vizsgáltak, tanulmányozták a rajtuk lejátszódó elektronkilépési ill. tranziens kinetikai folyamatokat. Katalizátorok sokoldalú vizsgálatára alkalmas berendezést is fejlesztettek, melyet külföldön is értékesítettek (Sorbstar). A Katalízis és Nyomjelzéstechnika Osztályon a hidrodeszulfurálás folyamatait vizsgálták 35S izotópos nyomjelzéssel, továbbá alifás és ciklikus paraffinok vázátrendeződéseit Pt, Pd, Ru katalizátorokon, ferri- és sztanniszilikát zeolitokat in situ Mössbauer-spektroszkópiával, réteges cirkon-foszfát termikus átalakulásait tanulmányozták. A Magfizikai Osztályon számítógépes programokat dolgoztak ki a PGAA módszerrel nyert bonyolult gamma spektrumok kiértékelésére. A Spektroszkópiai Osztályon különböző komplex molekulákat vizsgáltak infravörös spektroszkópiával, (pl.mátrix izolált kétfémes karbonil komplexeket), a módszer emissziós változtatás is alkalmazták, a molekulaszerkezet vizsgálatoknál meghonosították a sűrűségfunkcionál számítási módszereket. A Sugárhatáskémiai Osztályon impulzus radiolízis hatására bekövetkező gyökképződési folyamatokat, valamint a keletkezett gyökök oxidatív hatásait vizsgálták, valamint tanulmányozták a sugárzással iniciált polimerizáció folyamatait. A Sugárbiztonsági Osztályon elsősorban termolumineszcenciás dozimetriai vizsgálatok folytak.
1992 utáni időszakra jellemző volt, hogy a közvetlen költségvetési támogatások csökkentek, viszont nemzetközi pályázati lehetőségek nyíltak meg (ACCORD, PHARE, COST stb.). Az intézet kutatói ezekben is sikeresen szerepeltek, a szakmai közlemények többsége nemzetközi együttműködések keretében készült.
1994-től kezdődően az MTA (és így intézeteinek) működését is külön törvény szabályozta (1994/XL), 1995-ben konszolidációs folyamat indult, amely 1996-tól, Glatz Ferenc MTA elnökké választása után szélesebb kereteket kapott. Az átszervezések során a főleg kémiai profilú intézetek összevonásával létrejött az MTA Központi Kémiai Kutatóintézet utódintézeteként a Kémiai Kutatóközpont (KK). Ennek egyik tagintézete lett a korábbi intézet, MTA KK Izotóp- és Felületkémiai Intézeteként 1998. jan. 1-ével. Az átalakulás során a Fotofizikai Osztály felszámolódott, a korábban működő intézetből 55 kutató került át a KK állományába, a gazdasági-adminisztrációs részlegek nagy többségét is összevonták.

## A Kémiai Kutatóközpont egyik tagintézete (1998-2005)
Az átszervezések után Paál Zoltán már nem vállalt újabb időszakra igazgatói megbízatást, az új tagintézet vezetője a korábbi igazgatóhelyettes, Wojnárovits László lett. A Kutatóközpont keretében az intézet kutatásait két nagy csoportba osztották. Az első a kémiai kinetika és spektroszkópia témaköre volt (határfelületek szerkezete és katalitikus tulajdonságai, valamint kinetikai kutatások végzése sugárzásos módszerekkel, anyag és ionizáló sugárzások kölcsönhatásainak vizsgálata). A második témakör a nukleáris méréstechnika alkalmazása és fejlesztése volt, ide tartoztak a „hideg”neutronos prompt-gamma aktivációs analitikai vizsgálatok, a különböző izotópos nyomjelzéses módszerek, valamint a nukleáris biztonsági, sugárvédelmi és dozimetriai módszerek, valamint atomerőművi fűtőelemek kiégési szintjének, a keletkezett sugárzó hasadványtermékek izotópeloszlásainak vizsgálata. Az intézet kihelyezett egyetemi tanszékek létesítésével törekedett a felsőfokú oktatásban való részvételre is. Az intézetben lényegében az előző időszak osztályszerkezete maradt fenn. 1999-ben az intézet megalakulásának 40. évfordulóján már az új igazgató számolt be az Intézet tevékenységéről. Az évforduló alkalmából az MTA többségi tulajdonában levő Izotópintézet Kft igazgatója is áttekintette a hazai izotópelőállítás és –alkalmazás helyzetét.
Az intézet tudományos jó tudományos teljesítménye ebben az időszakban is fennmaradt, az intézet munkatársai évente mintegy 50 – 80 szakmai közlemény, ill. több monográfia és könyvfejezet szerzői/társszerzői voltak. A kutatások jelentős részét nemzetközi együttműködések keretében végezték.
A 2000-es évek elején a KK több lépcsőben ismét átszerveződött, 2003-ban a korábbi három intézetből öt intézet alakult. Az átszervezések során az intézet Spektroszkópiai Osztályát összevonták a Kutatóközpont hasonló profilú osztályával.
Az időszak kiemelkedő műszerbeszerzése volt egy lézer-párologtatásos induktív csatolású plazma tömegspektrométer (ICP-MS, Element 2) beszerzése (döntően EU-s Phare pályázatból 2003-ban. A berendezés egyik előnye, hogy igen kis (mikrogram) mennyiségű minták izotópanalízisére is alkalmas. A műszer és a kapcsolódó nagytisztaságú laboratórium külön analitikai akkreditálást is kapott és a NAÜ is befogadta hiteles mérések végzésére alkalmas hiteles mérőhelyei közé.
Az OAH-val fennálló kapcsolat 2004-ben együttműködési megállapodás formájában újabb keretet kapott. A hosszú távú megállapodás a következő területekre terjedt ki: i/radioaktív anyagok központi nyilvántartása, ii/ nukleáris biztosítéki ellenőrzés módszereinek fejlesztése és alkalmazása, iii/ nukleáris anyagok (friss és kiégett atomerőművi üzemanyagok) roncsolásmentes méréstechnikája, iv/ nukleáris anyagok tömegspektrometriás meghatározása, v/ illegális eredetű nukleáris anyagok vizsgálata és tárolása, vi/ részvétel zárt sugárforrások helyszíni ellenőrzésében, vii/radioaktív anyagok szállításával kapcsolatos szakértői tevékenység. A tevékenységek nagy részére az OAH éves rendszeres szerződéses megbízásai nyújtottak fedezetet.

## Ismét önálló intézet (2006–2011)
Az intézet nem vett részt a KK-ban zajló újabb szervezeti átalakulásokban, 2006-ban visszaalakult önálló intézetté. A 2000-es évek első évtizede végén az intézet átlagos létszáma kb. 90 fő volt (kutatói státuszban mintegy 50 munkatárs). Az éves átlagos összbevétel 450-500 millió Ft-ot ért el (ebből költségvetési támogatás mintegy 300 millió ft, egyéb pályázati (OTKA, OAH, EU) bevétel kb. 70 millió Ft, vállalkozás 120-140 MFt).
Az intézet szakmai tevékenysége ebben az időszakban négy fő irány köré csoportosult: 
Nukleáris analitikai módszerek fejlesztése és alkalmazása az első fő irány. Ez a tevékenység a PGAA és a „hideg” neutronok révén szorosan kötődött a Budapesti Kutatóreaktorhoz (BNC- link). Jelentős előrelépés volt a lehetőségek bővítésében a kalibrálás nélküli, közvetlen elemanalízis módszerének (k0 módszer) kidolgozása és alkalmazása. A módszert sikerrel alkalmazták többek között különböző régészeti minták roncsolásmentes vizsgálatában, katalizátorok hidrogéntartalma változásainak reakció közbeni követésére, stb. Ugyancsak ezen a mérőhelyen határozták meg nagy pontossággal számos izotóp neutronbefogási hatáskeresztmetszetének értékeit.
Ugyanehhez a szakterülethez tartozik a nagyérzékenységű gamma-sugár spektroszkópia módszereinek fejlesztése és alkalmazása, első sorban (transz)urán elemek és hasadási termékek izotópok, azonosítására. Ennek jelentős gyakorlati alkalmazás volt pl. a Paksi Atomerőműben a 2003-ban történt üzemzavar  során keletkezett és később 72 tokba újratokozott fűtőelemtörmelék teljes nukleáris anyag leltárának elkészítése. (A NAÜ az e mérések alapján készült leltárt fogadta el 2008-ban.)
A második fő irány a nukleáris biztosítéki vizsgálatok körébe tartozó tevékenységek voltak. Ezek között fontos szerepet vittek a már említett ICP-MS készülékkel végzett vizsgálatok, pl. kidolgozták annak módszerét, hogy dörzsmintákban gyűjtött kis szemcsék közül az alfa-sugárzó részecskéket azonosítva meghatározzák ezek egyedi izotópösszetételét. Ehhez a témakörhöz tartozik dozimetriai alapanyagok érzékenységének adalékolással történő növelése, valamint a hétköznapi környezetben előforduló különböző szigetelők retrospektív dozimetriai felhasználhatóságának. Részben ehhez a területhez kapcsolhatóak a nagyaktivitású radioaktív hulladék (kiégett atomerőművi fűtőelemek) végleges geológiai elhelyezésével kapcsolatos izotópmigrációs vizsgálatok is.
Sugárhatás-kémiai vizsgálatok is több területen folytak. Tanulmányozták szennyvizek besugárzásos kezelésének lehetőségeit, ú.n. nagy hatékonyságú.oxidációs folyamatokban. Vizsgálták különböző szennyező molekulák, (festékek, gyógyszer hatóanyagok stb.) lebontásának mechanizmusait, az átmenetileg keletkező gyökök stabilitását és toxicitását. Ionizáló sugárzásokat polimerizációs folyamatok iniciálására használtak, egyebek között nagy duzzadóképességű cellulóz alapú hidrogélek előállítására. A sugárkémia tématerületének magyar kézikönyvét is megjelentették.
Katalitikus folyamatok és katalizátorok vizsgálata is több irányban folyt. Tanulmányozták metán száraz reformálásának lehetőségeit nemzetközi együttműködésben. Ugyancsak külföldi partnerekkel közösen végezték nagydiszperzitású arany és –ötvözetkatalizátorok vizsgálatát oxidációs folyamatokban. Francia és német kutatókkal együttműködésben vizsgálták gyűrűfelnyílási és hidrogénezési, valamint részlépéseit, továbbá parciális oxidációs folyamatok részlépéseit. Szennyvizek egyidejű kombinált, katalitikus oxidációs és besugárzásos kezelésének folyamatait is tanulmányozták.
Erre az időszakra is jellemző volt a jó tudományos publikációs tevékenység (évi mintegy 80 – 100 közlemény).
Ennek az időszaknak a részletes szakmai beszámolói megtalálhatók az MTA természettudományi Kutatóintézeteinek éves eredményeit bemutató kötetekben.

## Az MTA Energiatudományi Kutatóközpont tagintézete (2012 után)
Az MTA kutatóintézeteinek jelentős átszervezése zajlott le Pálinkás József második MTA elnöki ciklusának elején, 34 intézetből 9 kutatóközpont alakult (egy korábbi központ és 5 intézet maradt változatlan). Az átszervezés során az IKI-ből és az Atomenergia Kutatóintézetből jött létre az MTA Energiatudományi Kutatóközpont .
EK Izotópkutató Intézet 2012-ben is a megelőző időszak négy fő irányában végezte tevékenységét. 2013. január 1-ével új igazgató (Belgya Tamás) kapott kinevezést az intézet élére. Kisebb szervezeti átalakulás is történt: egyrészt az intézetből a Sugárbiztonsági Osztály átkerült az AEKI szervezetébe, másrészt az AEKI-ből az intézethez került a Környezetfizikai Osztály. Az intézet új kutatási stratégiát dolgozott ki, és nevét is Energia- és Környezetbiztonsági Intézetre (EKBI) változtatta. Az MTA intézeteit az Eötvös Loránd Kutatóhálózat 2019 szeptemberében átvette, így az EK részeként az EKBI is ennek része jelenleg.

## További információ
A korábbi intézeti honlap